# دالتون (نیوهمپشایر)
دالتون (به انگلیسی: Dalton) یک منطقهٔ مسکونی در ایالات متحده آمریکا است که در شهرستان کوآس، نیوهمپشایر واقع شده‌است.
 دالتون ۷۲٫۶ کیلومتر مربع مساحت و ۹۷۹ نفر جمعیت دارد و ۲۷۹ متر بالاتر از سطح دریا واقع شده‌است.